# Adam Húska
Adam Húska (né le 12 mai 1997 à Zvolen en Slovaquie) est un joueur professionnel slovaque de hockey sur glace. Il évolue au poste de gardien de but.

## Biographie

### Carrière en club
Formé au HKm Zvolen, il est choisi au septième tour, en cent-quatre-vingt-quatrième position par les Rangers de New York lors du repêchage d'entrée dans la LNH 2015. Il part en Amérique du Nord en 2015 chez les Gamblers de Green Bay dans l'USHL. De 2016 à 2019, il rejoint les Huskies du Connecticut dans le championnat NCAA. En 2019, il passe professionnel avec le Wolf Pack de Hartford, club ferme des Rangers dans la Ligue américaine de hockey. Le 8 décembre 2021, il joue son premier match dans la Ligue nationale de hockey avec les Rangers face à l'Avalanche du Colorado lors d'une défaite 7-3.

### Carrière internationale
Il représente la Slovaquie au niveau international. Il participe aux sélections jeunes. Il prend part à son premier championnat du monde senior en 2021.